# Burgstall Schlössle (Treuchtlingen)
Die in Karten als Burgstall Schlössle, aber auch als Alte Bürg bezeichnete Anlage ist eine abgegangene hochmittelalterliche Höhenburg auf 468,6 m ü. NHN, die sich einst an einer Bergecke über dem Zusammenfluss des Stegelgrabens in den Möhrenbach erhob. Der heutige Burgstall befindet sich in nordnordöstlicher Richtung etwa 850 Meter entfernt von der Ortsmitte des Treuchtlinger Gemeindeteiles Haag bei Treuchtlingen im Landkreis Weißenburg-Gunzenhausen in Bayern, Deutschland. Heute sind von dem als Bodendenkmal geschützten Objekt noch Teile der Wallanlagen sichtbar, ein Großteil des Burgstalls ist durch einen Steinbruchbetrieb stark gestört.

## Geschichte
Über die Geschichte dieser Burganlage ist nicht sehr viel bekannt, ihre Entstehung wird in das 10. Jahrhundert gesetzt, die Bauart dieser Anlage folgt denen des Frühmittelalters. Sie gehört damit zu den frühen Burgen des Landkreises. Angeblich gehörte die Burg seit dem Jahr 1028 den Herren von Kalantin und wurde 1263 durch den bayerischen Herzog Ludwig dem Strengen zerstört.

## Beschreibung
Der Burgstall befindet sich in der Flur Altenburg, an einer Bergecke, die nach Norden und Osten steil in die angrenzenden Täler abfällt. Etwa die südliche Hälfte der Anlage ist heute durch einen Steinbruchbetrieb zerstört. Früher wurde die Burgstelle durch einen 120 Meter langen und leicht nach außen gebogenen Wall geschützt, ihm war außerdem noch ein Graben vorgelegt. Der Wall verlief vom östlichen zum nördlichen Steilhang, in seinem nordwestlichen Bereich ist auch der frühere Zugang zur Burg erhalten geblieben. Dieser wird dort durch den rechtwinklig abbiegenden Außenwall nach Osten gebildet. Nach der Durchgangsöffnung zieht sich der Wall anschließend einige Meter dem abfallenden Berghang folgend nach Nordosten weiter, wobei er drei rechtwinklige Biegungen macht.
Die etwa 80 Meter lange Innenfläche hat an der Nord- und der Ostseite keine Befestigungen mehr. Der Außenwall bestand, wie aus dem Anschnitt durch den Steinbruch zu sehen ist, aus einer gemörtelten Mauer.